# NGC 3521
NGC 3521 är en flockig mellanliggande (med eller utan stav) spiralgalax i stjärnbilden Lejonet. Dess egenrörelse i förhållande till den kosmiska bakgrundsstrålningen är 1 167 ± 26 km/s, vilket motsvarar ett Hubbleavstånd på 56,1 ± 4,1 miljoner ljusår (17,21 ± 1,26 Mparsec). Emellertid ger 26 mätningar utan rödförskjutning ett mycket närmare avstånd på 37,17 ± 1,83 miljoner ljusår (11,395 ± 0,56 Mparsec). Den upptäcktes den 22 februari 1784 av William Herschel.

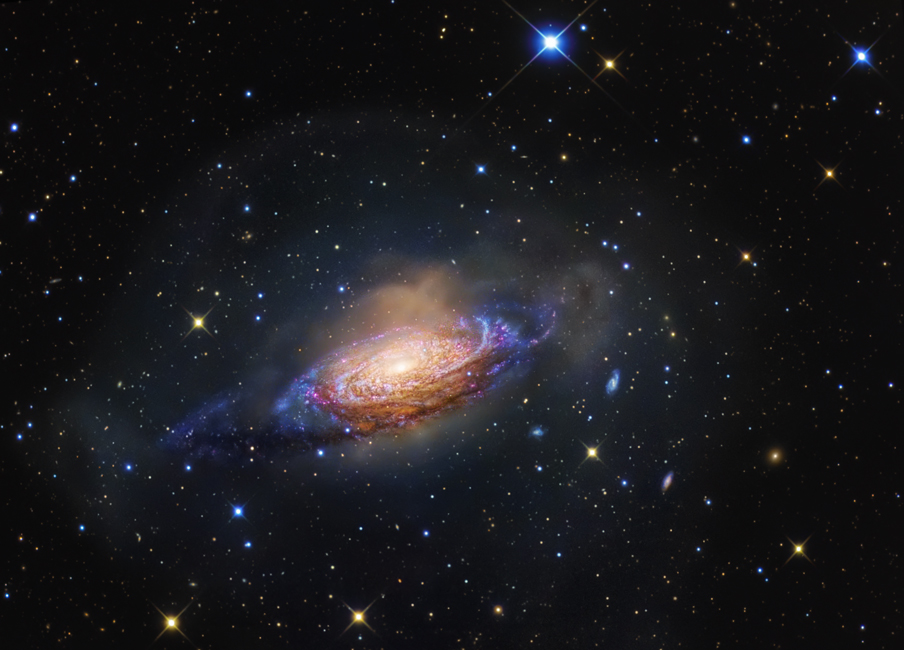
NGC 3521 avbildad av R Jay GaBany

NGC 3521 har en morfologisk klassificering av SAB(rs)bc, vilket anger att det är en spiralgalax med spår av en stavstruktur (SAB), en svag inre ring (rs) och en måttlig till löst lindad armstruktur (bc). Stavens struktur är svår att urskilja, både för att den har en låg ellipticitet och för att galaxen har en hög lutning på 72,7° mot siktlinjen från jorden. Den relativt ljusa utbuktningen är nästan 3/4 av stavens storlek, vilket kan tyda på att den förra är ganska massiv. Kärnan i denna galax klassificeras som en HII-LINER, eftersom det finns en H II-region i kärnan och kärnan bildar en lågjoniserande kärnemissionslinjeregion. 
NGC 3521 är strukturellt lik Vintergatan. Dessutom har dess supermassiva svarta hål en liknande massa som Vintergatans, cirka 7 miljoner solmassor.

## Supernova
En supernova, SN 2024aecx (typ Ic, magnitud 14,543), har observerats i NGC 3521. Den upptäcktes av ATLAS den 16 december 2024. Astronomer klassificerade den ursprungligen som typ IIb, men spektroskopi tyder på att denna supernova är mycket lik SN 1994I.